# Laphria completa
Laphria completa là một loài ruồi trong họ Asilidae. Laphria completa được Walker miêu tả năm 1857. Loài này phân bố ở miền Ấn Độ - Mã Lai.